# Folkeskolen - folkets skole?
Folkeskolen - folkets skole? er en dansk dokumentarfilm fra 1986 instrueret af Walther Jensen.

## Handling
Denne artikel mangler et handlingsreferat. Hjælp os med at skrive det.